# Dick Cook
Pour les articles homonymes, voir Richard Cook et Cook.
Richard W. « Dick » Cook fut président de la division Walt Disney Studios de la Walt Disney Company et des filiales associées (Walt Disney Motion Pictures Group, Disney Music Group, Walt Disney Theatrical Productions, Disney-ABC Domestic Television et Disney-ABC International Television) jusqu'au 19 septembre 2009, où il annonce sa démission.
Il est le seul haut responsable de Disney qui était en place avant l'arrivée de Michael Eisner en 1984, et l'est encore après son départ. Il est diplômé en science politique de l'université de Californie du Sud.

## Biographie
Dick Cook a commencé sa carrière chez Disney en 1970 comme cast member sur le monorail et le train à vapeur du parc à thème Disneyland à Anaheim en Californie,.
Ses études finies, il entre en 1977 dans les bureaux des Disney Studios à Burbank comme responsable des sorties cinématographiques « télévision payante et hors cinéma ». En 1980, il passe assistant dans le département de distribution cinématographique (Buena Vista Distribution) pour s'occuper de la distribution et du marketing. Il remplace alors Irving Ludwig.
Il gravit les échelons et obtient une solide réputation avec les collections de vidéo domestique Disney et en tenant des premières de film très médiatique. En 1994, Cook reçoit en plus la responsabilité de Buena Vista Pictures Distribution, assurant la distribution des films produits par les différents studios de Disney : Walt Disney Pictures, Touchstone Pictures et Hollywood Pictures. Parmi les films dont il supervise alors la promotion, on peut citer Super Noël, Toy Story, The Rock et Le Bossu de Notre-Dame. Pour Pocahontas, il organise un rassemblement de 110 000 personnes dans Central Park. Pour Pearl Harbor (2001), la première prend place à bord de l'USS John C. Stennis à Hawaï. En 1996, il est nommé président du Walt Disney Motion Pictures Group.
Le 15 février 2002, Michael Eisner le nomme responsable des studios,, en remplacement de Peter Schneider, chargé du développement, de la distribution et du marketing de tous les films produits par la société, supervisant en plus les divisions de distribution nord-américaine et internationale (Buena Vista Motion Pictures Group).
En 2003, BusinessWeek décrit Cook comme le « gars sympa dans la jungle Disney », en raison de son caractère pratique et réaliste, et des bonnes relations avec les partenaires de Disney dont Jerry Bruckheimer.
Le 19 septembre 2009, il quitte son poste de président des Walt Disney Studios après 38 ans de travail chez Disney.